# 恵比寿マスカッツ卒業式『女の花道』〜伝説の解散コンサート〜
『恵比寿マスカッツ卒業式『女の花道』〜伝説の解散コンサート〜』（えびすマスカッツそつぎょうしきおんなのはなみちでんせつのかいさんこんさーと）は、恵比寿マスカッツのライブビデオ。

## 概要
- 2013年4月6日・4月7日に行われた恵比寿マスカッツ解散コンサート「女の花道〜前夜祭・卒業式〜」両日のライブ映像及び同コンサートのリハーサル風景や当日の舞台裏等メイキング映像をDVD4枚組で収録した作品である。
- 2日目では解散ツアーを休んでいた麻美ゆま、活動からしばらく遠ざかっていた桜木凛も復帰。
- 2日目のアンコールでは卒業メンバーのみひろ、KONAN、かすみりさも登場。
- 卒業証書授与式はファンの要望もあり完全ノーカットである。

## 収録曲

### DISC1
1. バナナ・マンゴー・ハイスクール
2. スプリングホリデー
3. 私マンボー
4. ハニーとラップ♪
5. チヨコレイト
6. ロッポンポン☆ファンタジー
7. ヘラクレス
8. ゴーゴー…プルカワ
9. 九九ダンス
10. 【小奥in舞浜】
11. 逆走♡アイドル
12. かわいい甲子園
13. 冬リン*モンロー
14. 親不孝ベイベー
15. OECURA MAMBO
16. 12の34で泣いて with 涙 四姉妹
17. ABAYO
18. ありがとう
19. バナナ・マンゴー・ハイスクール
20. アルバム
21. ABAYO

### DISC2
1. バナナ・マンゴー・ハイスクール
2. 12の34で泣いて with 涙 四姉妹
3. OECURA MAMBO
4. 私マンボー
5. 口ゲンカしないで
6. スプリングホリデー
7. チヨコレイト
8. ヘラクレス
9. 霊感少女A
10. 九九ダンス
11. あいうえおナイト
12. ナイチンゲール
13. お注射日記 カモン!副社長
14. ドキドキ修学旅行
15. 公私混同
16. 勝手にゴンザレス
17. タクシー音頭
18. 真夜中の2時恵比寿
19. ロッポンポン☆ファンタジー
20. ハニーとラップ♪
21. ありがとう
22. プルカワYES
23. ゴーゴー…プルカワ
24. 冬リン*モンロー
25. 親不孝ベイベー
26. 逆走♡アイドル
27. ABAYO
28. バナナ・マンゴー・ハイスクール
ゲスト・みひろ、かすみりさ、KONAN
29. 12の34で泣いて with 涙 四姉妹
ゲスト・みひろ、かすみりさ、KONAN

### DISC3
1. 卒業証書授与式
ゲスト・おぎやはぎ
2. アルバム
3. ABAYO

### DISC4
- 未公開映像
- リハーサル映像

## スタッフ
- 協力：綾小路翔、大屋圭吾、恩田宏紀、川島知明、川村健大、黒岩祐治、澤井伸之、高橋宗元、谷真輝、仲本傾、仁同正明、根本理絵、矢部純一、山脇隆徳、ＤＭＭ.ｃｏｍ
- 舞台監督：高橋タカヒロ、西川光
- 音響：綾部一平、怡土なつき、小野竣、加賀俊明、川上隆一、北田凱、鈴木慶幸、東昭彦、渡辺欽章
- 照明：影山淳、加治瑞穂、斎藤潤、針生光夫、保坂洋介、前田へとし、森本紳介、渡辺光夫
- 画面：浅田陽平、藤澤豊一、御影郁弘、山北敦士
- 大道具：波多野敦士
- 装飾：鎌田健寛、黄美淵
- 特効：久保田勝己、築田翔平、土屋英二
- 電飾：小林守、田中伸二、名渡山かおり
- 電源：五十嵐広明
- 管理：清水利彦(操作兼任)
- 映像操作：鏡聡
- 編集：石田順一
- カメラ：秋山勇人、今宮健太、桑原史生、戸井田裕之、永田貴樹、萩原邦昭、林克次
- カメラアシスタント：安達精太郎、篠田昌宏、寺井茉帆、寺尾一輝、西方裕弥、宮田眞衣、宮本裕美
- 制作：岩澤葉月、西ヨシオ
- 運営：高尾篤、田邉友姫、村川重樹
- 販売責任：大羽知道、白石勝樹

### ライブスタッフ
- ライブディレクター：田川貴一
- ライブアシスタントディレクター：丸田和賀子
- 制作主任：山本大介
- 技術協力：山田尚彦
- D.O.P：大持賢治
- 技術：垣内寛実、長嶺岳志
- カメラ：丹野優一、寺戸秀行、中川敦夫、伴一誠、比嘉誠、堀川慎吾、水越裕也、守田実
- カメラアシスタント：井上健、岩崎圭、神蔵駿、鹿島美奈、祝迫智美、鶴原優子
- エンディング撮影：杉本視
- スチール：米山三郎
- ツアードキュメントディレクター：田川貴一、牧野亜佐美

### レコーディングスタッフ
- 音源責任：遠藤淳也、前田亮介
- 編集：遠藤淳也、JAM＆LICE
- 収録：大羽知道
- 協力：KAE,塩屋貴子、Office727Recodings
- ライブレコーディング責任：加納洋一郎、鶴田浩人
- 合成：加納洋一郎
- 美術製作：チーム東北

### レーベルスタッフ
- 所属責任者：かわいしげる
- 宣伝：大泉文彦、古田毅、村多正俊
- マネージメント：溜知篤
- 総合プロデューサー：澤崎隆一